# Leialoha oahuensis
Leialoha oahuensis är en insektsart som beskrevs av Frederick Arthur Godfrey Muir 1916. Leialoha oahuensis ingår i släktet Leialoha och familjen sporrstritar. Inga underarter finns listade i Catalogue of Life.